# 9e arrondissement de Hô Chi Minh-Ville
Pour les articles homonymes, voir  9e arrondissement.
Le 9e arrondissement (vietnamien : Quận 9) est un arrondissement urbain situé à l'est de Hô Chi Minh-Ville au Viêt Nam.

## Présentation
Le district comprend, entre autres, le parc technologique de Saïgon et le parc d'attractions Suoi Tien.
Le district 9 se divise en 13 quartiers (phường) :
- Phước Long A
- Phước Long B
- Tăng Nhơn Phú A
- Tăng Nhơn Phú B
- Long Trường
- Trường Thạnh
- Phước Bình
- Tân Phú
- Hiệp Phú
- Long Thạnh Mỹ
- Long Bình
- Long Phước
- Phú Hữu

## Galerie

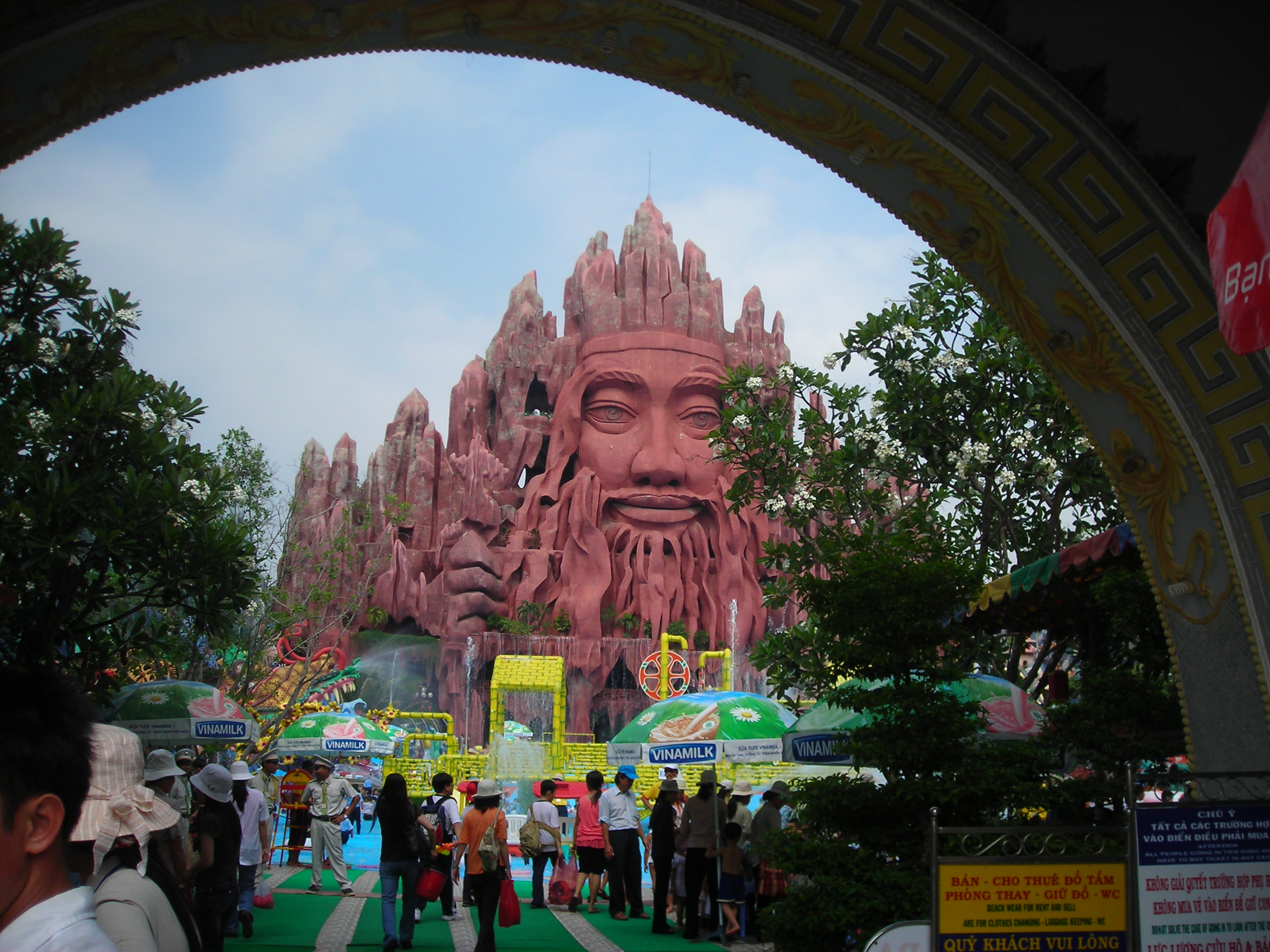
Statue de Long Quan dans le parc d'attractions Suoi Tien.